# Nederlandse Moslim Partij
Die Nederlandse Moslim Partij (kurz NMP; deutsch Niederländische Muslimen-Partei) war eine niederländische Kleinpartei, die unter der Leitung von Henny Kreeft stand. Die Partei will eine Gegenkraft gegen ungerechtfertigte Angriffe gegen den Islam und Muslime bilden, des Weiteren will sie die Kluft zwischen Muslimen und Nicht-Muslimen reduzieren und steht für eine Gesellschaft, die von islamischen Werten und Normen geprägt ist. Sie wurde 2007 gegründet und 2012 aufgelöst.

## Geschichte
Die NMP wurde 2007 von zwei niederländischen Muslimen aus Enschede gegründet. Kreeft ist als Parteiführer in den neunziger Jahren zum Islam konvertiert und wollte durch die NMP die Kluft zwischen Muslimen und Nichtmuslimen, bereits in der Jugend schließen. Zuvor trat er Anfang der 2000er Jahre der rechtspopulistischen Partei LPF (Lijst Pim Fortuyn) bei und beteiligte sich im Jahr 2006 auch in der Lokalpartei ONS (Onze Nieuwe Samenleving – Unsere Neue Gesellschaft) Noordoostpolder in der Gemeinde Noordoostpolder. Im Januar 2009 kam er als unabhängige Fraktion Kreeft in den Gemeinderat zurück, um den Sitz seines ehemaligen Parteigenossen Van de Belt einzunehmen.
Am 18. November 2009 nahm die NMP in der Gemeinde Venlo an vorgezogenen Gemeinderatswahlen teil. Die Tatsache, dass der Islamkritiker Geert Wilders aus diesem Ort kommt, wurde als „zusätzliche Motivation“ angesehen. Die von der Partei erreichten 0,5 Prozent der Stimmen waren jedoch nicht ausreichend für einen Platz im Gemeinderat.
Bei den niederländischen Kommunalwahlen im März 2010 nahm die Partei in Almere, Alkmaar, Rotterdam, Den Haag, Woerden, Tilburg und Noordoostpolder teil. In keiner dieser Gemeinden konnte sie einen Sitz erlangen. Im Februar 2010 gab Parteichef Kreeft bekannt, er möchte auch an den Parlamentswahlen 2010 teilnehmen. Am 22. April 2010 äußerte Kreeft allerdings, dass die NMP wegen der kurzen Vorbereitungszeit und dem Mangel an finanziellen Ressourcen nicht an den Parlamentswahlen teilnehmen werde.

## Wahlergebnisse
| Gemeinderat     | 2010   |
| --------------- | ------ |
| Alkmaar         | 1,2 %  |
| Almere          | 1,3 %  |
| Den Haag        | 0,2 %  |
| Noordoostpolder | 0,25 % |
| Rotterdam       | 0,5 %  |
| Tilburg         | 0,5 %  |
| Venray          | 0,5 %  |
| Woerden         | 0,4 %  |